# Eleonore von Schlieben

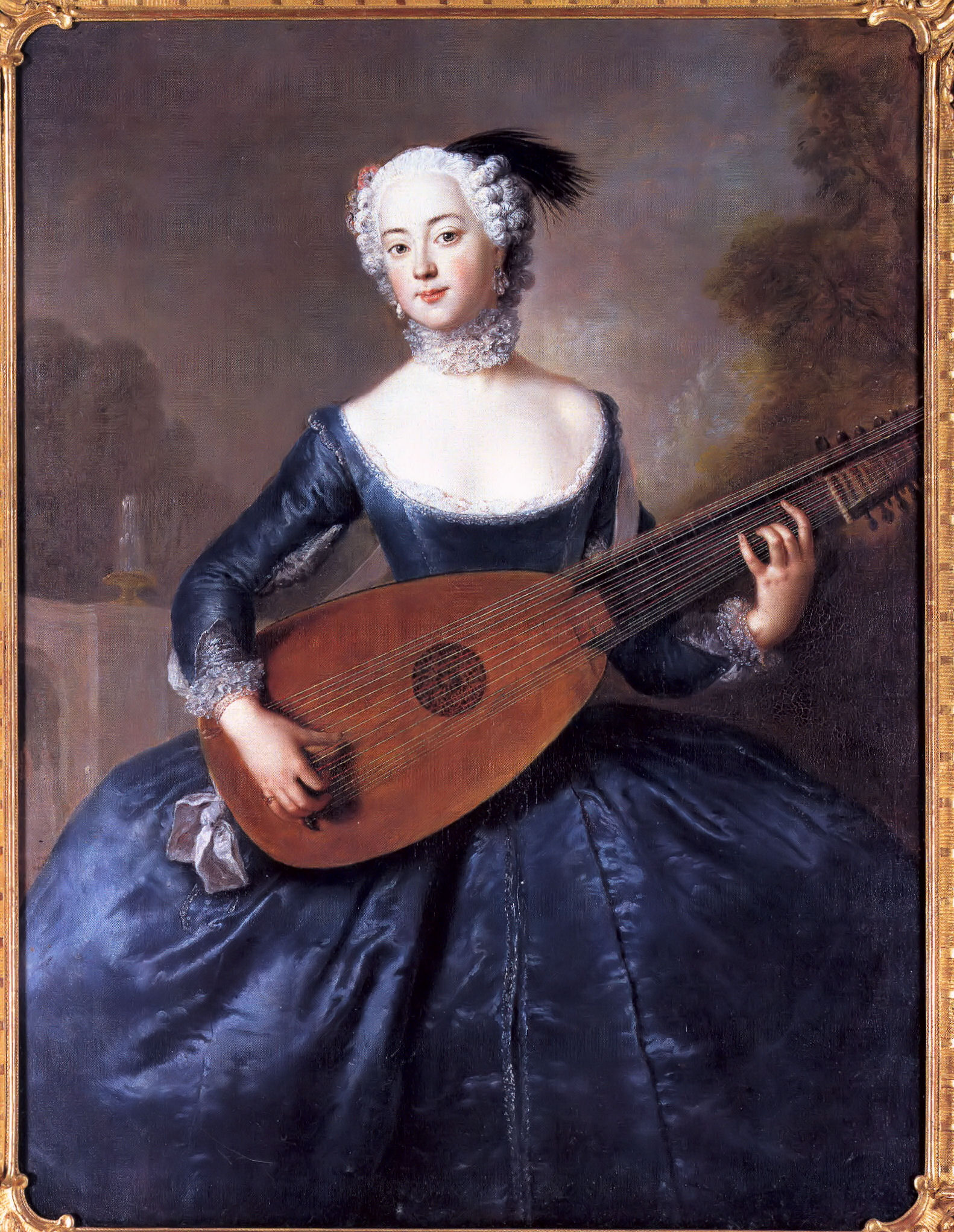
Die Freifrau von Keyserlingk mit Laute, gemalt von Antoine Pesne (um 1745)

Eleonore L(o)uise Albertine Gräfin von Schlieben-Sanditten, verheiratete  Freifrau von Keyserlingk (* 1720; † 15. Februar 1755 in Berlin), war eine Ehrendame der preußischen Königin Elisabeth Christine, Ehefrau  von Friedrich dem Großen.

## Leben
Sie war die Tochter des königlich preußischen Oberjägermeisters Georg Christoph, Grafen von Schlieben (1676–1748), Gutsherr auf Sanditten (Ostpreußen), und der Eleonora Lucia von Ilten (1686–1757), einer Tochter des kurhannoverschen Staatsministers Jobst Hermann von Ilten. 1742 heiratete sie den Freiherrn Dietrich von Keyserlingk (1698–1745), einen nahen Freund Friedrichs II.
1744 wurde die gemeinsame Tochter Adelaide Friederike von Keyserling (1744–1818), spätere Freifrau von Alvensleben, geboren. Friedrich II. wurde nicht nur ihr Taufpate, er soll sogar das Kind während der Taufe auf dem Arm getragen haben.
Am 13. August 1745 starb ihr Mann nach schwerer Krankheit. Die Witwe und ihre Tochter vermittelte König Friedrich an den Hof seiner Frau im Schloss Schönhausen. Bis zu ihrem frühen Tod kümmerte sich Eleonore als Hofdame um die Haushaltung des Schlosses, organisierte den Alltag und musizierte mit der Königin. Die Tochter wuchs dort auf Wunsch Friedrichs in der Obhut der Gräfin Sophie Caroline von Camas auf.
Eleonore von Keyserlingks Porträt zählt heute zu Antoine Pesnes bekanntesten Bildern. Es hängt im Schloss Charlottenburg.
Ihre Tochter Adelaide Friederike heiratete 1773 Freiherr Georg Ludwig von Edelsheim (* 22. Juni 1740; † 1. Dezember 1814). Er stand zunächst in preußischen Diensten und wurde dann badischer Staatsminister und Minister des Auswärtigen. Zuvor war sie seit 1760 mit Johann Friedrich von Alvensleben (1736–1819) verheiratet gewesen, mit dem sie den Sohn Ludwig Friedrich von Alvensleben (1762–1820) hatte, aber die Ehe wurde 1771 geschieden.